# Ривз, Джим
Джим Ривз (англ. Jim Travis Reeves; 20 августа 1923 — 31 июля 1964) — американский исполнитель в жанрах кантри, поп, автор песен, музыкант. Лидировал в чартах в 1950−60-х годах. 31 июля 1964 года Ривз погиб в авиакатастрофе. Вместе с ним погиб его менеджер. Он является членом Зала славы и музея кантри и Зала славы музыки кантри в Техасе.

## Биография

### Ранние годы
Ривз родился в семье в Галлоуэе, штат Техас, небольшом посёлке недалеко от Картиджа. Он был младшим из восьми детей, родившихся у Мэри Беула Адамс Ривз (1884—1980) и Томасом Миддлтоном Ривзом (1882—1924). В детстве его звали Трэвис. Выиграв спортивную стипендию в Техасском университете в Остине, он поступил туда, но бросил учёбу через шесть недель, чтобы работать на верфях в Хьюстоне. Вскоре он снова начал заниматься бейсболом, играя в полупрофессиональных лигах, и в 1944 году подписал контракт с командой Сент-Луис Кардиналс. Он играл за низшую лигу в течение трех лет, но затем повредил седалищный нерв во время подачи, что положило конец его спортивной карьере.

### Ранняя карьера
Ривз начал работать диктором на радио и пел вживую между записями. В конце 1940-х годов он заключил контракт с несколькими небольшими техасскими звукозаписывающими компаниями, но не смог добиться успеха. Под влиянием таких западных исполнителей, как Джимми Роджерс и Мун Мулликан, а также популярных певцов Бинга Кросби, Эдди Арнольда и Фрэнка Синатры, он записал такие песни как «Every Beat of my Heart» и «My Heart’s Like a Welcome Mat» с конца 1940-х до начала 1950-х годов. В конце концов он получил работу диктора на спортивной радиостанции KWKH-AM в Шривпорте, штат Луизиана.

### Первоначальный успех в 1950-х годах
Ривз стал известен в 1953 году благодаря своей песне «Mexican Joe». Затем последовали и другие хиты, такие как «I Love You» (дуэт с Джинни Райт) и «Bimbo», занявшая первое место в чартах США в 1954 году. Помимо этих ранних хитов, Ривз записал много других песен для таких лейблов, как Fabor Records и Abbott Records. В 1954 году Abbott Records выпустила 45 синглов, среди которых была песня «Bimbo», которая заняла первое место.
В связи с растущей популярностью, в ноябре 1955 года Ривз выпустил свой первый альбом Jim Reeves Sings. Он подписал 10-летний контракт со звукозаписывающим лейблом RCA Victor и его руководителем Стивом Шоулз. В том же 1955 году Шоулз подписал контракт с другим исполнителем из телешоу кантри-музыки Louisiana Hayride — Элвисом Пресли. Большинство талантливых исполнителей 1950-х годов, таких как Ривз, Пресли, Джерри Ли Льюис, Джим Эд Браун и Максин Браун, братья Уилберн, начинали свою карьеру в Louisiana Hayride. В 1955 году, в дополнение к Hayride, Джим Ривз принимал участие в одной из старейших американских радиопередач в формате концерта в прямом эфире Grand Ole Opry. С мая по июль 1958 года он был ведущим популярной программы «Ozark Jubilee».
Он разработал новый стиль пения. Он сказал: «Я буду петь так, как хочу!» Поэтому он уменьшил громкость и использовал нижние регистры своего певческого голоса, почти касаясь губами микрофона. «Four Walls» заняла 1-е место в чартах кантри-музыки и 11-е место в чартах популярной музыки. Эта запись ознаменовала его переход от новых песен к серьезной кантри-поп-музыке. «Four Walls» и «He’ll Have to Go» (1959) определили стиль Ривза.
Джим Ривз сыграл важную роль в создании нового стиля кантри-музыки, в котором использовались скрипки и роскошные фоновые аранжировки, которые вскоре стали известны как «нэшвиллский саунд».
Ривз стал известен как эстрадный певец, благодаря своему легкому, но насыщенному баритону. Благодаря своему вокальному стилю он также считался талантливым артистом, из-за своей универсальности в пересечении музыкальных чартов. Его аудитория была очень широка. Его список песен, таких как «Adios Amigo», «Welcome to My World» и «Am I Losing You?» продемонстрировал это. Многие из его рождественских песен стали постоянными фаворитами, включая «C-H-R-I-S-T-M-A-S», «Blue Christmas» и «An Old Christmas Card».

### Начало 1960-х и международная известность
Наибольшего успеха Ривз добился с композицией Джо Эллисона «He’ll Have to Go», которая имела успех как в популярных чартах, так и в чартах кантри-музыки, что принесло ему платиновый статус. Выпущенная в конце 1959 года, 8 февраля 1960 года она заняла 1 место в чарте Hot Country Songs журнала Billboard. Историк кантри-музыки Билл Мэлоун отметил, что, хотя во многих отношениях это была обычная кантри песня, но её аранжировка и припев «придали этой записи звучание кантри-попа». Вдобавок Мэлоун хвалил вокальный стиль Ривза. В 1963 году он выпустил альбом «Twelve Songs of Christmas», в который вошли известные песни «C-H-R-I-S-T-M-A-S» и «An Old Christmas Card». В 1975 году продюсер RCA Чет Аткинс сказал интервьюеру Уэйну Форсайту: "Джим хотел быть тенором, но я хотел, чтобы он был баритоном … Я был, конечно, прав. После того, как он поменял манеру исполнения, а его голос стал более плавным и глубоким, он стал чрезвычайно популярен ".
Однако международная популярность Ривза в 1960-х годах иногда превосходила его популярность в Соединенных Штатах, что впервые помогло вывести кантри-музыку на мировой рынок. Согласно Billboard, «звезда Ривза сияла одинаково ярко за океаном, в Англии, Индии, Германии и даже в Южной Африке».
В начале 1960-х в Южной Африке Ривз был более популярен, чем Элвис Пресли, и записал несколько альбомов на языке африкаанс.

### Последние записи
Последние записи Ривза для RCA Victor состоялись 2 июля 1964 года: «Make the World Go Away», «Missing You», «Is It Really Over?» и «I Can’t Stop Loving You». В конце июля 1964 года, за несколько дней до своей смерти, Ривз записал «I’m a Hit Again», используя в качестве аккомпанемента только акустическую гитару. Эта запись никогда не была выпущена RCA (потому что это была домашняя запись, не принадлежащая лейблу), но появилась в 2003 году как часть коллекции ранее не издававшихся песен Ривза, выпущенных на лейбле VoiceMasters.

## Личная жизнь
3 сентября 1947 года Джим Ривз женился на Мэри Уайт. У них никогда не было детей, так как Джим Ривз был бесплодным из-за осложнений от эпидемического паротита.

## Смерть
31 июля 1964 года, Ривз и его деловой партнер и менеджер, Дин Мануэль, вылетели из Бейтсвилля, штат Арканзас в Нашвилл. Ривз был за штурвалом. Последующее расследование показало, что маленький самолет попал в бурю и Ривз потерял управление. 2 августа, после интенсивных поисков, тела Ривза и Мануэля были обнаружены среди обломков самолета. Ривз был похоронен недалеко от Картиджа. 

## Дискография

### Альбомы
| Год  | Альбом                              | Позиция в чартах   | Позиция в чартах | Позиция в чартах |
| Год  | Альбом                              | Top Country Albums | Billboard 200    | VG-lista         |
| ---- | ----------------------------------- | ------------------ | ---------------- | ---------------- |
| 1956 | Jim Reeves Sings                    | —                  | —                | —                |
| 1956 | Singing Down the Lane               | —                  | —                | —                |
| 1956 | Bimbo                               | —                  | —                | —                |
| 1957 | Jim Reeves                          | —                  | —                | —                |
| 1958 | Girls I Have Known                  | —                  | —                | 20               |
| 1958 | God Be with You                     | —                  | —                | 4                |
| 1959 | Songs to Warm the Heart             | —                  | —                | 18               |
| 1960 | According to My Heart               | —                  | —                | 16               |
| 1960 | The Intimate                        | —                  | —                | 10               |
| 1960 | He’ll Have to Go                    | —                  | 18               | 15               |
| 1961 | Tall Tales and Short Tempers        | —                  | —                | —                |
| 1961 | Talkin' to Your Heart               | —                  | —                | —                |
| 1962 | Country Side                        | —                  | —                | 8                |
| 1962 | A Touch of Velvet                   | —                  | 97               | 8                |
| 1962 | We Thank Thee                       | —                  | —                | 12               |
| 1963 | Gentleman Jim                       | —                  | —                | 2                |
| 1963 | International                       | 18                 | —                | 5                |
| 1963 | Good 'n' Country                    | 13                 | —                | 7                |
| 1963 | Twelve Songs of Christmas           | —                  | 15               | 3                |
| 1964 | Kimberley Jim                       | —                  | —                | 11               |
| 1964 | Moonlight and Roses                 | 1                  | 30               | 2                |
| 1964 | The Best                            | 1                  | 9                | 1                |
| 1964 | Have I Told You Lately              | 5                  | —                | 8                |
| 1965 | The Jim Reeves Way                  | 2                  | 45               | 5                |
| 1965 | Up Through the Years                | 1                  | —                | 10               |
| 1965 | The Best 2                          | 4                  | 100              | 7                |
| 1966 | Distant Drums                       | 1                  | 21               | 2                |
| 1966 | Yours Sincerely                     | 3                  | —                | 15               |
| 1967 | Blue Side of Lonesome               | 3                  | 185              | 15               |
| 1967 | My Cathedral                        | 39                 | —                | —                |
| 1968 | A Touch of Sadness                  | 3                  | —                | —                |
| 1968 | Jim Reeves on Stage                 | 5                  | —                | —                |
| 1969 | Jim Reeves and Some Friends         | 18                 | —                | —                |
| 1969 | The Best 3                          | 12                 | —                | —                |
| 1971 | Jim Reeves Writes You a Record      | 34                 | —                | —                |
| 1971 | Something Special                   | 13                 | —                | —                |
| 1971 | Young & Country                     | -                  | —                | —                |
| 1972 | My Friend                           | 18                 | —                | —                |
| 1972 | Missing You                         | 9                  | —                | —                |
| 1973 | Am I That Easy to Forget?           | 11                 | —                | —                |
| 1973 | Great Moments with Jim Reeves       | 32                 | —                | —                |
| 1974 | I’d Fight the World                 | 13                 | —                | —                |
| 1975 | The Best of Jim Reeves Sacred Songs | 37                 | —                | —                |
| 1975 | Songs of Love                       | 34                 | —                | —                |
| 1976 | I Love You Because                  | 24                 | —                | —                |
| 1976 | A Legendary Performer               | 25                 | —                | —                |
| 1977 | It’s Nothin' to Me                  | 32                 | —                | —                |
| 1978 | Jim Reeves                          | 50                 | —                | —                |
| 1978 | Nashville                           | —                  | —                | —                |
| 1979 | The Best 4                          | —                  | —                | —                |
| 1979 | Don’t Let Me Cross Over             | 23                 | —                | —                |
| 1980 | There’s Always Me                   | 56                 | —                | —                |
| 1981 | Greatest Hits (с Пэтси Клайн)       | 8                  | —                | —                |
| 1983 | The Jim Reeves Medley               | 65                 | —                | —                |
| 1985 | Collector’s Series                  | —                  | —                | —                |
| 1995 | The Essential Jim Reeves            | —                  | —                | —                |
| 1997 | Golden Memories                     | —                  | —                | —                |
| 1998 | All Time Gospel Favorites           | —                  | —                | —                |
| 1999 | Super Hits                          | —                  | —                | —                |
| 1999 | Radio Days                          | —                  | —                | —                |